# Francis Collins
Francis Sellers Collins (ur. 14 kwietnia 1950 w Staunton) – amerykański lekarz i genetyk znany z przełomowych odkryć w dziedzinie chorób genetycznych; laureat nagrody Templetona w roku 2020. 
Kierował Projektem poznania ludzkiego genomu. Powołał BioLogos Foundation, zajmującą się relacją między nauką a religią. Początkowo był ateistą, po czym przeszedł chrześcijaństwo ewangelikalne. Podkreśla zgodność chrześcijaństwa z nauką. 17 sierpnia 2009 roku zaczął sprawować funkcję dyrektora Narodowych Instytutów Zdrowia. 14 października 2009 papież Benedykt XVI powołał go do Papieskiej Akademii Nauk. 20 maja 2020 został laureatem nagrody Templetona za swój wkład w Projekt poznania ludzkiego genomu oraz za długoletnią działalność mającą na celu integrację wiary z nauką.

## Publikacje
- The Language of God. A Scientist Presents Evidence for Belief. Nowy Jork, Londyn, Toronto, Sydney: Free Press, 2006. ISBN 0-7432-8639-1. Brak numerów stron w książce Wydanie polskie: Język Boga: kod życia – nauka potwierdza wiarę. Przekład Małgorzata Pawlicka-Yamazaki. Warszawa: Świat Książki, 2008, s. 238. ISBN 978-83-247-0718-8.